# Kilab ibn Rabia
Kilab ibn Rabia (en àrab Kilāb ibn Rabīʿa) és una tribu àrab del grup d'Àmir ibn Sassaa. Abans de l'islam se suposa que tenien deu branques principals i el cap fou en un moment concret Jàfar ibn Kilab del que van sorgir tots els dirigents dels Àmir ibn Sassaa. Una part de la tribu va estar contra els musulmans però Ad-Dahhak ibn Sufyan es va convertir i els va arrossegar excepte la branca Kurta.